# Хмельницкий троллейбус
Хмельницкий троллейбус (укр. Хмельницький тролейбус) — один из видов общественного транспорта города Хмельницкий в Украине. Движение открыто 24 декабря 1970 года.

## История и перспективы развития
1950—60-е годы ознаменовались бурным развитием Хмельницкого, промышленной развитием и значительным подъёмом жилищного строительства, как следствие — ростом населения. Все эти факторы обусловили скорейшее решение проблемы надёжного общественного транспорта. В 1968 году началось возведение троллейбусного депо и всей необходимой инфраструктуры.
Троллейбусное движение в Хмельницком начато в 1970 году. Первым городским троллейбусным маршрутом 24 декабря 1970 года стал  «Катион — Железнодорожный вокзал»  — ул. Тернопольская, Каменецкая, Проскуровская (длина контактной сети — около 15 км). Первым водителем хмельницкого троллейбуса была Михалева Светлана Николаевна, первый начальник управления — Чернишен Петр Филиппович, а первые пассажиры — члены горисполкома, специалисты и строители, администрация управления, жители города. По улицам Хмельницкого начали курсировать 12 троллейбусов Киев-6, специально доставленных из столицы УССР.
В начале 1971 году город получил ещё 11 троллейбусов Киев-6. За год была построена новая линия до промзоны — микрорайона Раково. Для неё было дополнительно приобретено ещё 24 троллейбуса ЗиУ-5. В течение 1971 хмельницкими троллейбусами было перевезено 16,8 млн. человек.
В 1971 году был продлён маршрут №1 в микрорайон «Раково», к школе №9, соединив микрорайон с центром города. В 1972 году было открыто 2-й маршрут  «З-д Катион — Обувная фабрика» , который значительно улучшил сообщение Северного микрорайона с центром города. А 1973 года открыто движение троллейбусов по маршруту №3  «Обувная фабрика — Школа №9» .

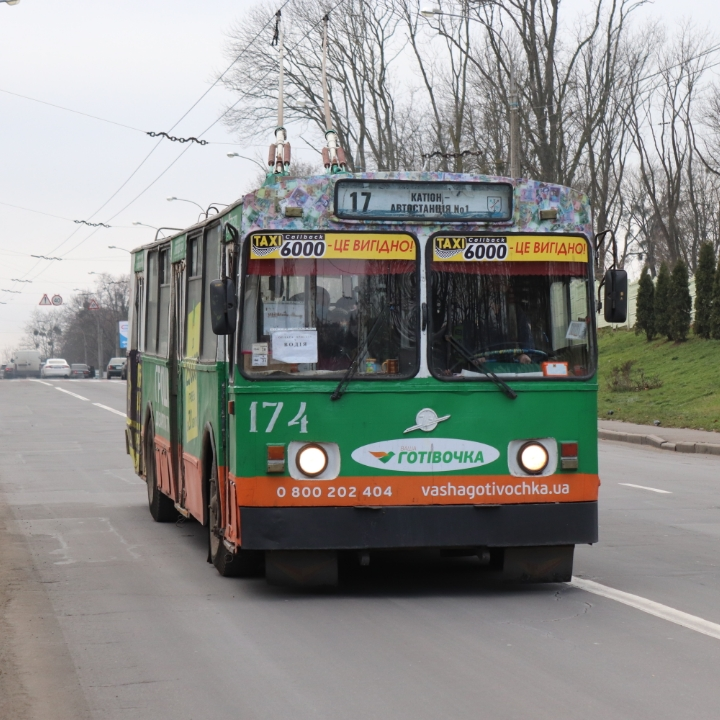

От 1984 года директором был назначен Солтик Александр Иванович, на годы руководства которого пришлось наибольшее развитие троллейбусного предприятия. Именно в это время разрасталась маршрутная сеть: были построены маршруты в микрорайоны Гречаны, Озёрная, Дубово, Раково, продлён маршрут до улицы Довженко (всего в городе действовало уже 7 маршрутов, троллейбусный парк насчитывал 102 машины). Поэтому длина контактной сети выросла в шесть раз и составила 96,6 км, а объёмы перевозок постоянно росли.
В 1988 году было принято решение освободить центральную улицу города от транспорта и сделать её пешеходной зоной. Таким образом, троллейбусные провода перенесли с Проскуровской на Театральную. По 1988 год предприятием было перевезено 59,7 млн. пассажиров.
В 1990 году с целью улучшения обслуживания пассажиров микрорайона Раково и села Книжковцы (теперь в составе города) продлён маршрут №4 на 3,6 км. Поэтому, начиная от 1991 года троллейбусные маршруты связали микрорайоны Раково, Гречаны, улицу Озёрную, Львовское шоссе и автовокзал №1.
К 1995 года троллейбусный парк в Хмельницком значительно вырос и состоял из 141 единиц.
В августе 2008 года было приобретено 2 троллейбуса с низким полом Богдан Т601 для обслуживания пассажиров с ограниченными физическими возможностями. В связи с экономическим кризисом 2009 года предприятие было вынуждено сократить последние рейсы некоторых троллейбусных маршрутов.

### Транспортная реформа
27 декабря 2017 года была транспортная реформа, в результате которой изменились маршруты №№ 1, 2а, 13 и 15, а маршруты №№ 8 (который следовал от Гречан до улицы Старогородской) и 16А (следовавшего от Гречан по Каменецкой на Львовское шоссе) были прекращены. Также, вместо маршруток, которые должны были обслуживать маршруты 56 и 57 их начали обслуживать троллейбусы.
В связи с постоянными жалобами пассажиров под номерами 1 и 15 ездили по 4 троллейбуса на 15 маршруте и 2 на 1-м. Таким образом 2 троллейбуса с №15 ехали по старому маршруту а 2 по новому, и 1 троллейбус 1-го маршрута по старому направлению и 1 по новому.
С 10 января новые маршруты получили букву «А»: 1а и 15а.

## Подвижной состав

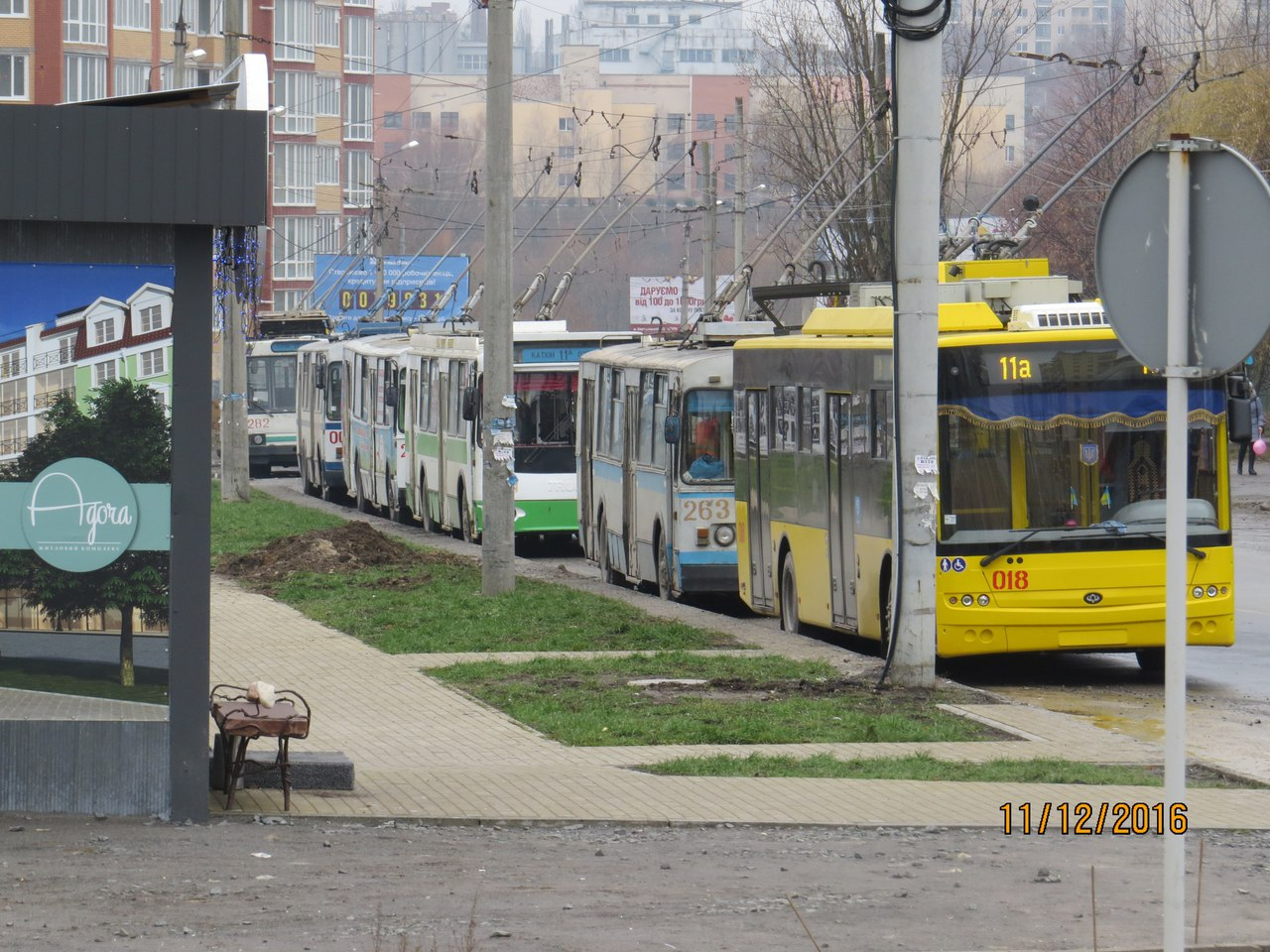
Троллейбусы в микрорайоне Озёрна

1. ЗиУ-682 (ЗиУ-9) (ЗиУ-682В, ЗиУ-682Г)(30+2)
2. ЮМЗ-Т2 (6)
3. Дніпро E187 (2)
4. КТГ-1 (Служебный) (1)
5. Electron T19101 (2)
6. Богдан Т60111 (1)
7. Богдан Т70117 (31)
8. Skoda-24Tr (1)
9. Skoda-25Tr (1)
10. Еталон Т12240 (1)

## Маршруты
Общее число маршрутов — 26

Троллейбусный билет. г. Хмельницкий, образец февраля 2009 года

- № 1: Кинотеатр «Силистра» — Поликлиника №1 (Отстой на городской больнице) (кольцевой)
- № 2а: Завод «Катион» — Озёрна
- № 3: Озёрна — улица Довженко
- № 4: Завод «Катион» — улица Довженко (По улице Чёрновола)
- № 4а: Завод «Катион» — улица Довженко (По улице Пилотской)
- № 5: Улица Шевченко — улица Заречанская (кольцевой)
- № 7: Завод «Катион» (по улице Тернопольской) — улица Довженко
- № 7а: Завод «Катион» (по улице Институтской, Молодёжной) — улица Довженко
- № 8: ВО «Алмаз» — Улица Старогородская
- № 8а: ВО «Алмаз» — Озёрна
- № 9: Мемориал Героев Чернобыля — улица Довженко
- № 10: Озёрна — Торговый центр
- № 11: Завод «Катион» (по улице Тернопольской) — Озёрна
- № 11а: Завод «Катион» (по улице Институтской,Молодёжной) — Озёрна
- № 12: Завод «Катион» (через Львовское шоссе) — Озёрна
- № 13: ВО «Алмаз» — улица Довженко
- № 14: Завод «Катион» (через Львовское шоссе) — Автовокзал №2
- № 15: Улица Старогородская — Улица Петра Болбочана
- № 15а: Автовокзал N2 — Улица Петра Болбочана
- № 16: ВО «Алмаз» — завод «Катион»
- № 17: Автостанция № 1 — завод «Катион»
- № 18: ВО «Алмаз» — Автостанция №1
- № 19: Улица Довженка — Торговый центр
- № 20: Озёрна — Улица Старогородская
- № 56: ВО «Алмаз» — Автостанция №1 (по Староконстянтиновскому шоссе)
- № 57: ВО «Алмаз» — Улица Петра Болбочана